# کشیک قلب
کشیک قلب نام یک مینی سریال به کارگردانی حسین مهکام و به تهیه‌کنندگی علی پورکیایی است که طی ۶ قسمت برای شب‌های قدر تهیه و تولید شد. صداگذاری توسط آرش اسحاقی انجام شد.
مجموعه تلویزیونی «کشیک قلب» ویژه شب‌های قدر از جمعه چهارم تیر تا پنجشنبه دهم تیر ۱۳۹۵ هر شب حوالی ساعت ۲۲:۲۰ از شبکه یک سیما به روی آنتن رفت.
این مینی سریال در مرکز سیمافیلم تصویب و تولید شده‌است.

## داستان
یک پزشک جوان به نام یوسف که در کودکی تمام اعضای خانواده خود را از دست داده‌است و از کودکی فردی بی‌نام و نشان او را از نظر مالی تأمین کرده‌است. در بیمارستان و در شب ۱۹ ماه رمضان با یک بیمار عجیب روبرو می‌شود…

## بازیگران
- محسن کیایی در نقش دکتر یوسف رستمی
- رحیم نوروزی در نقش مسعود/داماد حاج حیدر
- علیرضا استادی در نقش دوست حاج حیدر
- لیندا کیانی در نقش نیلوفر/نامزد یوسف
- نگین معتضدی در نقش سودابه/برادرزاده دکتر بوذری
- افشین نخعی
- آتیلا پسیانی در نقش حاج حیدر بقایی
- کاظم هژیرآزاد در نقش دکتر بوذری
- بهاره رهنما

## عوامل سریال
سایر عوامل تولید
 
مدیر تصویربرداری: سیروس عبدلی 

طراح صحنه و لباس: فرامرز بادرامپور 
 
طراح گریم: عباس عباسی 
 
صدابردار: محمد حبیبی 
 
مدیر تولید: حسین پورکیانی 
 
برنامه ریز: سید جواد حسینی 
 
دستیار کارگردان: رهام مخدومی 

منشی صحنه: الهام اخوان 

عکاس: مهدی دلخواسته 

## موسیقی متن
| شماره | نام                        | خواننده     | مدت  |
| ----- | -------------------------- | ----------- | ---- |
| ۱.    | «کشیک قلب» (تیتراژ پایانی) | علیرضا دراج | ۳:۲۹ |